# 博多爾甘傑烏帕齊拉
博多爾甘傑乌帕齐拉是孟加拉国朗布爾縣的一个乌帕齐拉，位於朗布爾专区的朗布爾縣。。

## 人口
據1991年孟加拉國人口普查，博多爾甘傑共有戶數44,029戶，人口213431人。其中男性佔比51.28%，女性佔比48.72%；成年人口109,320人。該地7歲以上人口之平均識字率為23.9%。